# Clathria microchela
Clathria microchela är en svampdjursart som först beskrevs av Stephens 1916.  Clathria microchela ingår i släktet Clathria och familjen Microcionidae. Inga underarter finns listade i Catalogue of Life.